# Éperonnier de Bornéo
Polyplectron schleiermacheri
Espèce
Statut de conservation UICN

 EN C2a(i) : En danger
Statut CITES
L'Éperonnier de Bornéo (Polyplectron schleiermacheri) est une espèce d'oiseaux de la famille des Phasianidae.

## Description
Il mesure jusqu'à 50 cm de long, est brun roux et tacheté de noir, avec une crête allongée et des plumes de la nuque, noir en dessous et une peau rouge nue autour de l'iris bleuté de l'œil. Les côtés de la poitrine sont bleu-vert métallique, bordant la gorge blanche et le centre supérieur de la poitrine. Ses vingt-deux plumes de la queue sont décorées de grands ocelles bleu-vert, qui peuvent être déployés en éventail lors de la parade. La femelle est plus petite et d'un brun plus terne que le mâle. Elle a un iris brun et pas d'éperons sur ses pieds.

## Distribution
Endémique à Bornéo où il a été observé un peu partout, sans que l’on connaisse cependant sa distribution exacte. Le centre de Kalimantan abrite une population conséquente mais fragmentée (O’Brien & Kinnaird 1997).

## Dénomination
Les premiers spécimens de l’éperonnier de Bornéo furent collectés par G. Fischer à Muara Teweh (sud-est de Bornéo), mis en peaux et envoyés au muséum de Darmstadt en Allemagne. Ils furent nommés scientifiquement « Polyplectron schleiermacheri » par Brüggeman en 1877 en honneur de Schleiermacher, alors directeur du muséum (Hennache & Ottaviani 2006).

## Habitat
Il fréquente les forêts de basse altitude situées le long du cours supérieur des fleuves, surtout entre 100 et 500m d’altitude, et semble absent des forêts humides et marécageuses (O’Brien & Kinnaird 1997).

## Alimentation
Sa nourriture consisterait en fruits, graines, invertébrés, et serait à l’origine de mouvements saisonniers liés à la disponibilité alimentaire (O’Brien & Kinnaird 1997).

## Comportement non social
Il s’agit d’une espèce très farouche, gagnant le couvert végétal à la moindre alerte, plutôt en courant qu’en volant. Difficile à observer, il demeure l’une des espèces de faisans les plus mal connues. Sa présence se remarque surtout en période reproduction, par les cris que poussent les mâles et les arènes qu’ils entretiennent, débarrassées de feuilles, pour la parade nuptiale (Hennache & Ottaviani 2006).

## Comportement social
Il est inconnu à ce jour mais il s’agit vraisemblablement d’oiseaux solitaires. Les observations faites en captivité sont contradictoires. D’après Seitre (2004), qui a visité l’élevage de Rezit Sozer à Java, il est extrêmement difficile de maintenir ensemble les deux membres d’un couple en dehors de la saison de reproduction. Par contre Kuah (in litt.) élève les éperonniers de Bornéo en couples, comme les autres espèces, et même en trios, sans rencontrer de gros problèmes, si ce n’est une infertilité constante lorsque les conjoints ne s’entendent pas. S’ils ne se battent pas, ils s’ignorent parfaitement !

## Parade nuptiale
La seule observation de parade a été faite par Denton (1978) et a été rapportée par Johnsgard (1999). Bien que la description soit incomplète, elle ne semble pas différer beaucoup de celles de l’éperonnier de Hardwicke.

## Nidification
Aucune observation en milieu naturel.

## Statut et conservation
La destruction et la fragmentation de son habitat constituent la principale cause de sa raréfaction mais la chasse et le piégeage représentent aussi une menace non négligeable, surtout dans le Kalimantan (Fuller et Garson 2000) . L’impact des incendies (dont ceux, gigantesques de 1997-1998) demeure inconnu mais leur intensité et leur fréquence croissante pourraient, vers 2010, avec la déforestation, avoir raison de toute la forêt de basse altitude de Bornéo (Fuller et Garson 2000). Enfin, certaines populations pourraient être menacées par l’activité minière qui entraîne nombre de dérangements.